# Planets (album Eloy)
Planets – dziewiąty album studyjny niemieckiej grupy rockowej Eloy, wydany w 1981 roku nakładem Harvest Records.

## Lista utworów
Opracowano na podstawie materiału źródłowego.
Wydanie LP:
Strona A
| Nr | Tytuł utworu                       | Muzyka | Długość |
| -- | ---------------------------------- | ------ | ------- |
| 1. | „Introduction”                     | Eloy   | 1:58    |
| 2. | „On the Verge of Darkening Lights” | Eloy   | 5:37    |
| 3. | „Point of No Return”               | Eloy   | 5:45    |
| 4. | „Mysterious Monolith”              | Eloy   | 7:40    |
|    |                                    |        | 21:00   |

Strona B
| Nr | Tytuł utworu              | Muzyka | Długość |
| -- | ------------------------- | ------ | ------- |
| 1. | „Queen of the Night”      | Eloy   | 5:22    |
| 2. | „At the Gates of Dawn”    | Eloy   | 4:17    |
| 3. | „Sphinx”                  | Eloy   | 6:50    |
| 4. | „Carried by Cosmic Winds” | Eloy   | 4:32    |
|    |                           |        | 21:01   |

- słowa napisali Frank Bornemann i Sigi Hausen

## Twórcy
Opracowano na podstawie materiału źródłowego.
Muzycy:
- Hannes Arkona – gitara, keyboardy
- Frank Bornemann – gitara, śpiew
- Hannes Folberth – keyboardy
- Klaus-Peter Matziol – gitara basowa, śpiew
- Jim McGillivray – perkusja, instrumenty perkusyjne

Produkcja:
- Frank Bornemann, Eloy – produkcja muzyczna
- Jan Nemec - inżynieria dźwięku